# Charlotte Olivier

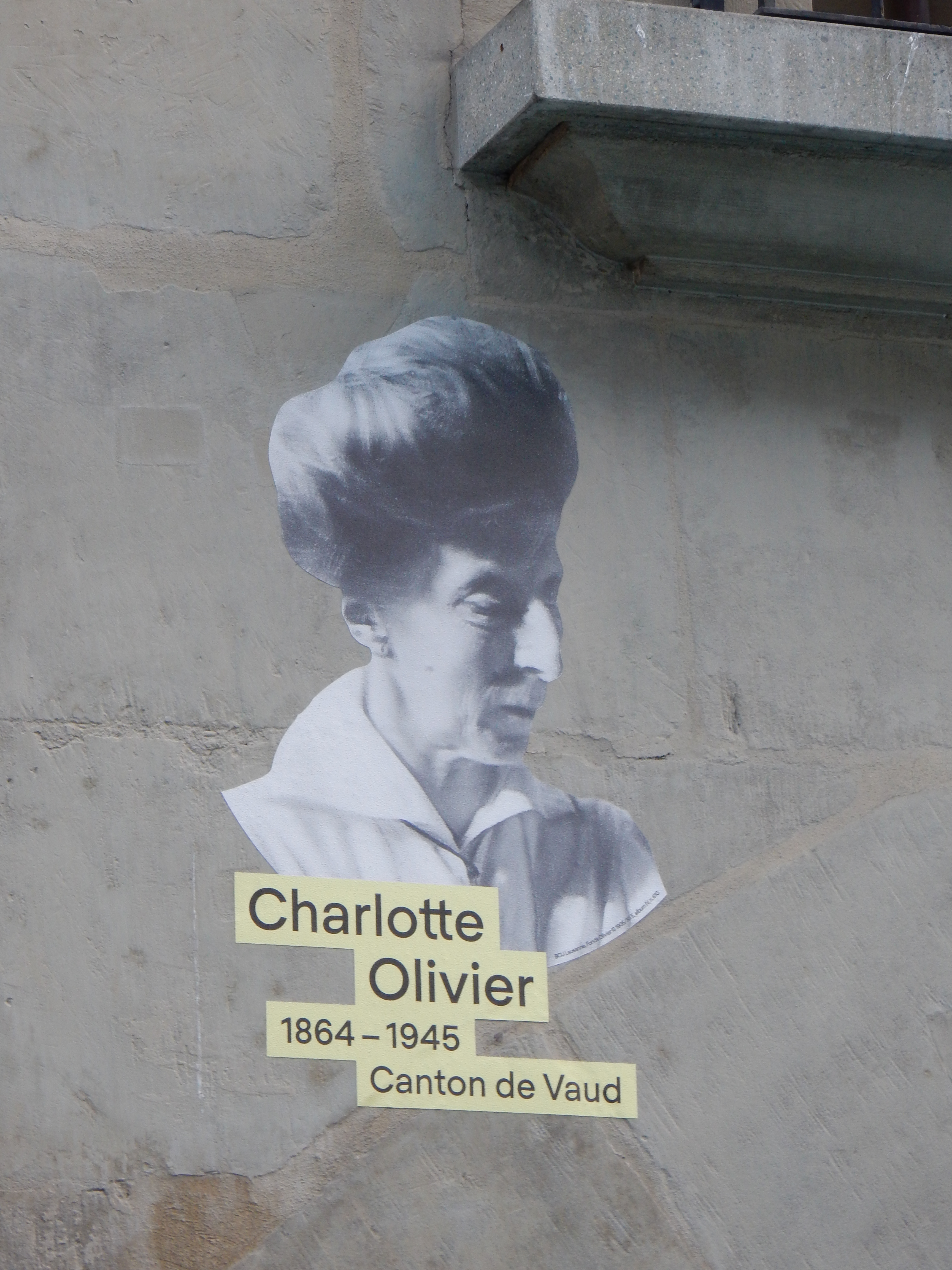
Erinnerung an Charlotte Olivier

Charlotte Olivier (* 21. Oktober 1864 in St. Petersburg; † 8. Juni 1945 in Le Mont-sur-Lausanne; durch Heirat heimatberechtigt in Eysins, La Sarraz und Le Mont-sur-Lausanne) war eine russisch-schweizerische Ärztin.

## Leben
Charlotte Olivier war eine Tochter von Karl von Mayer, Arzt aus Breslau (heute Wrocław), und Charlotte Müller. Im Jahr 1901 heiratete sie Eugène Olivier.
Sie absolvierte ein Studium der Medizin in Lausanne und erwarb im Jahr 1897 den Doktortitel. Von 1897 bis 1898 arbeitete sie als Assistenzärztin in Chirurgie bei César Roux. Olivier eröffnete und leitete eine kleine chirurgische Klinik in Russland.
Sie kam in die Schweiz zurück, um zu heiraten. Mit ihrem kranken Mann bildete sie sich in Leysin weiter und gründete und führte von 1911 bis 1931 die Luftkur in Sauvabelin. Sie gehörte der Waadtländer Liga gegen die Tuberkulose an. Ab 1931 bis 1942 war sie deren beratende Ärztin. Von 1911 bis 1925 arbeitete sie als verantwortliche Ärztin im Tuberkuloseambulatorium in Lausanne.
Als engagierte Evangelische mit starker sozialer Verantwortung widmete sie sich mit ihrem Gatten der Bekämpfung der Tuberkulose. Sie arbeitete dabei mit ehrenamtlich tätigen Frauen, beantragte Bundessubventionen und bildete Pflegerinnen für Hausbesuche aus.